# Natura 2000-område nr. 28 Agger Tange, Nissum Bredning, Skibsted Fjord og Agerø
Natura 2000-område nr. 28 Agger Tange, Nissum Bredning, Skibsted Fjord og Agerø er et 33.165 hektar stort habitatområde, der også rummer fire fuglebeskyttelsesområder; området ligger i Thisted, Morsø, Struer og Lemvig Kommuner
Natura 2000-området består af habitatområde nr. H28: Agger Tange, Nissum Bredning, Skibsted Fjord og Agerø
samt fuglebeskyttelsesområderne nr. F23: Agger Tange, F27: Glomstrup Vig, Agerø, Munkholm og Katholm Odde, Lindholm og Rotholme, F28: Nissum Bredning og F39: Harboøre Tange, Plet Enge og Gjeller Sø.
Endvidere er 12.732 ha på Harboøre og Agger tanger udpeget til Ramsarområde (nr. 5)
Af Natura 2000-områdets samlede areal er 3.857 ha af arealet omfattet af naturbeskyttelseslovens § 3. .
Planen videreføres og videreudvikles i senere planperioder. 

## Naturfredninger
Agger Tange er, med et areal på 1130 ha, fredet med det formål at sikre naturværdierne gennem opretholdelse af først
og fremmest strandenge, klitheder og brakvandslaguner. Farvandet omkring Agerø samt Skibsted Fjord er, med et areal
på 59,62 km2, fredet af hensyn til at sikre naturværdierne samt de naturvidenskabelige og rekreative hensyn. Boddum bakker, Brokær, Dover Kil og Ydby Skjold er, med et areal på 166 ha, fredet med det formål at sikre de landskabelige,
arkæologiske og biologiske hensyn.

## Beskrivelse
Natura 2000-området har en kystlinje mod Limfjorden på ca. 80 km. Strandenge og strandoverdrev dominerer således
området. Strandengene varierer mellem smalle bræmmer langs fjorden og større sammenhængende strandengsarealer
med alle strandengenes karakteristika, samt kildevæld og rigkær langs skræntfoden og i
Dover Kil. På Agger Tange findes områdets klittyper, mens Nissum Bredning, området omkring Agerø og Skibsted
Fjord udgør den marine del af habitatområdet.

### Områdets særlige værdier
Marine naturtyper:

Der er store marine værdier i området i kraft af forekomsten af nogle af de største lavvandede
fjordområder i Danmark. Disse arealer har især tidligere rummet vidtstrakte flader med ålegræs (naturtypen 1110). De
lavvandede marine områder omkring Agerø er af international betydning for Lysbuget knortegås. Den store nordlige
lagunesø på Agger Tange er et vigtigt nationalt forstyrrelsesfrit område for specielt Spids-, Krik- og Pibeænder, ligesom
Agger Tange er et vigtigt rastested for bl.a. Klyder og Hjejler. Dertil kommer, at flere af områdets uforstyrrede holme
udgør vigtige ynglelokaliteter for Split-, Fjord-, Dværg- og Havterne.
Terrestriske naturtyper:

I området findes flere naturtyper, som i kraft af deres store arealmæssige udstrækning eller deres høje naturkvalitet er af
enten regional eller national betydning. Således forekommer ca. 20 % af Nordjyllands samlede areal med strandenge i
området. Som det fremgår af trusselsvurderingen og de naturtype-karakteristiske strukturer er en stor del af disse
arealer negativt påvirkede af hydrologiske påvirkninger såsom afvanding og dræning, samt af manglende afgræsning.
Ved en indsats på disse områder vil der kunne opnås en væsentlig forbedring af habitatnaturtypens tilstand i sig selv, og
samtidigt vil der kunne opnås forbedrede levevilkår for to af områdets truede fuglearter på udpegningsgrundlaget,
Engryle og Brushane.
Dover Kil området er unikt i kraft af sine store sammenhængende arealer med habitatnatur. Blandt Kilens vigtigste
naturtyper er de store miks-forekomster af kildevæld (20-25 % af det samlede kortlagte areal i Nordjylland), rigkær og
hængesæk. Forekomsterne af rigkær og kildevæld i dette område rummer flere naturperler med meget varieret flora
karakteristisk for naturtyperne. To af de terrestriske bilag II-arter som er kendt fra området – hhv. kilderelikterne
Gul stenbræk og Blank Seglmos, samt bladmossen Piberensermos er på landsplan meget sjældne. Endnu en kilderelikt – bilag II-arten Kildevælds-Vindelsnegl burde med stor sandsynlighed kunne findes i dette område. Hovedparten af
Kilen er i dag truet af især tilgroning i tagrør, som følge af manglende afgræsning/høslæt. Det vurderes dog, at
hovedparten af de arealer der er under tilgroning og til dels udtørring ved en passende indsats vil kunne udvikle sig til
områder med høj biologisk kvalitet. Odder er i dag vidt udbredt i området.
Natura 2000-planen er vedtaget i 2011, hvorefter kommunalbestyrelserne
og Naturstyrelsen udarbejdede bindende handleplaner for
gennemførelsen af planen. Planen videreføres og videreudvikles i senere planperioder.  Naturplanen er koordineret med vandplanen Vandplan 1.2 Limfjorden.